# Shaw Communications
Shaw Communications (NYSE:SJR) es una de las compañías de telecomunicaciones de capital abierto más grande de Canadá que ofrece servicios de telefonía, internet, televisión por cable y satélite, entre otras. Shaw tiene su sede principal en Calgary, Alberta. Provee servicios principalmente en Columbia Británica y Alberta, con sistemas más pequeños en Saskatchewan, Manitoba, Ontario del noroeste y Hamilton; en 2011 contaba con más de 12 500 trabajadores.

## Historia
Fue fundada en 1966 como Capital Cable Television Co. Ltd. La compañía cambió su nombre por el de  Shaw Cablesystems Ltd. y comenzó a cotizar en la bolsa de Toronto en 1983. La compañía creció durante los años 1980 y 1990 a través de adquisiciones de pequeñas empresas de televisión por cable como Classicomm, en Toronto, Access Communications en Nueva Escocia, Fundy Cable, Trillium Cable en Ontario, Telecable en Saskatchewan y Videon Cablesystems en Winnipeg.
Posterior al 2003, los sistemas de cable propiedad de Shaw en los Estados Unidos eran propiedad de Moffat Communications, que servían a seis comunidades en la Florida y en los suburbios de Houston, Texas. En febrero de 2003, los sistemas de la Florida se venderían a Time Warner Cable, mientras que los de Texas fueron vendidos a Cequel III, como parte de su filial de la entonces Cebridge Connections (hoy Suddenlink Communications).
En julio de 2009, Shaw anunció que adquirirían a Mountain Cablevision, en Hamilton, Ontario, poniendo fin a un acuerdo de no competencia de diez años con Rogers Cable. La aprobación de la compra fue el 22 de octubre de 2009 por el órgano regulador de la Comisión de radiodifusión y telecomunicaciones (CRTC).
En abril de 2011, Shaw anunció que no se haría el lanzamiento de una red inalámbrica (por ejemplo, celular) hasta el año 2012. 
En mayo de 2011, Shaw anunció su intención de invertir $100 millones  para convertir su servicio de cable analógico a digital en un período de 16 meses a partir de agosto de 2011. El 20% de sus abonados que sigue en analógico recibirán un alquiler de caja de cable digital gratuita. Esta conversión no se aplica a los canales de cable básicos, por lo que los suscriptores de cable básico seguirá siendo capaz de obtener su señal en analógico. El cambio a digital tiene el efecto de liberar ancho de banda, lo que Shaw tiene planes de volver a la asignación de ancho de banda de Internet, 100 y 250 Mbit/s es la velocidad de Internet que se introducirán gradualmente a lo largo de ese periodo de tiempo.
En la primavera de 2012, Shaw anunció que a fin de liberar el ancho de banda, se obtendrían canales de audio en FM a su servicio de cable sin que este afecte la disponibilidad de acceder a las estaciones a través de Internet.

## Servicios
Shaw Communications ofrece estaciones de radio, televisión por cable, televisión por satélite,opera canales nacionales e internacionales, telefonía celular y es prestadora de internet. Debido a tanta adquisiciones la empresa ha vendida varias de sus divisiones como ley de anti monopolio de la CRTC. 

### Televisión
Shaw ha estado ampliando lentamente sus ofertas de televisión en los últimos años,hoy opera varios canales,abajo en la tabla sólo los de alta definición.
| Año  | Canales en Alta Definición (HD) |
| ---- | --- |
| 2008 | Big Ten HD, Encore Avenue HD, Golf HD, Global HD, HBO HD, Speed HD, Super Channel 1 HD, Super Channel 2 HD, TLC HD, TSN2 HD           |
| 2009 | AMC HD, History HD,The Score HD |
| 2010 | City HD, CNN HD, MovieTime HD, Oasis HD, OMNI HD, Sportsnet One HD                                                                    |
| 2011 | Animal Planet HD, Bravo HD, BNN HD, CHEK HD, CTV2 HD, Discovery Channel HD, Disney XD HD, Family HD, Food Network HD, HGTV HD, YTV HD |
| 2012 | FX HD, Movie Central 2 HD, Movie Central 3 HD, Nat Geo Wild HD, Sportsnet World HD, W HD                                              |
| 2013 | Comedy HD, eqhd HD, Global News HD, HIFI HD, radX HD                                                                                  |